# Faramea yutajensis
Faramea yutajensis är en måreväxtart som beskrevs av Julian Alfred Steyermark. Faramea yutajensis ingår i släktet Faramea och familjen måreväxter. Inga underarter finns listade i Catalogue of Life.